# Frida Söderlund
Frida Marie Söderlund, född 5 oktober 1991 i Söderhamn, är en svensk journalist och programledare.
Frida Söderlund är utbildad journalist vid Mittuniversitetet mellan 2010 och 2013. Mellan 2012 och 2020 arbetade hon hon som journalist och krönikör på Aftonbladet. Från 2021 arbetar hon på SVT som reporter och producent. Hon har bland annat skrivit böckerna Prinsessan på Höjden och Kvinnor jag mött och varit. På SVT har hon gjort dokumentärserierna Priset vi betalar och Priset män betalar samt producerat dokumentären Smalast vinner.